# 白腰鹃鵙
白腰鹃鵙（学名：Coracina leucopygia）是山椒鸟科鸦鹃鵙属的一种，为印度尼西亚的特有种。